# 拉斯穆斯·弗兰森
拉斯穆斯·弗兰森（丹麥語：Rasmus Frandsen，1886年4月17日—1974年12月5日），丹麦男子赛艇运动员。他曾代表丹麦参加1912年夏季奥林匹克运动会赛艇比赛，获得男子标准式四人单桨有舵手铜牌。